# Distrikt Huamalí
Der Distrikt Huamalí liegt in der Provinz Jauja in der Region Junín im zentralen Westen Perus. Der Distrikt wurde am 4. Dezember 1911 gegründet. Er hat eine Fläche von 19,6 km². Beim Zensus 2017 lebten 1711 Einwohner im Distrikt. Im Jahr 1993 betrug die Einwohnerzahl 2153, im Jahr 2007 1968. Verwaltungssitz ist die 3339 m hoch gelegene Ortschaft Huamalí mit 1336 Einwohnern (Stand 2017). Huamalí liegt 8,5 km südöstlich der Provinzhauptstadt Jauja. Die Nationalstraße 3S von Jauja nach Huancayo führt durch den Distrikt.

## Geografische Lage
Der Distrikt Huamalí liegt im Süden der Provinz Jauja. Er befindet sich im Andenhochland am linken östlichen Flussufer des nach Südosten strömenden Río Mantaro. 
Der Distrikt Huamalí grenzt im Südwesten an den Distrikt Muqui, im Nordwesten an den Distrikt Ataura, im Norden an den Distrikt Masma, im Nordosten und im Osten an den Distrikt Masma Chicche sowie im Süden an den Distrikt El Mantaro.